# Hydrobiosis chalcodes
Hydrobiosis chalcodes är en nattsländeart som beskrevs av Mcfarlane in Mcfarlane och Cowie 1981. Hydrobiosis chalcodes ingår i släktet Hydrobiosis och familjen Hydrobiosidae. Inga underarter finns listade i Catalogue of Life.